# Walter Bryan Emery
Walter Bryan Emery (* 2. Juli 1903 in Liverpool, Großbritannien; † 11. März 1971) war ein britischer Ägyptologe.

## Ausbildung
Während seiner Kindheit, die er in Liverpool verbrachte, hatte er niemals daran gedacht, dass er einmal ein Ägyptologe werden würde, vielmehr träumten seine Eltern (Walter Thomas Emery und Beatrice Mary Benbow) von einer Karriere als Marineingenieur. Emerys Karriere als Ägyptologe begann, als er das St. Francis Xavier College in Liverpool besuchte. Mit 13 Jahren las er Bücher über die Entdeckungen im Sudan und Ägypten.
Nach der Schule war er kurze Zeit Lehrling für technisches Zeichnen. 1921–1923 studierte er am Institut für Archäologie in Liverpool und schloss dort das Studium als Magister mit honoris causa ab. 1923 nahm er, auf Empfehlung von T.E. Peet, an einer Ausgrabung in Amarna als studentische Hilfskraft unter Newton und Griffith teil. In diesem Jahr erschien auch sein erster Artikel.

## Tätigkeiten
1924 war Emery Grabungsleiter einer Ausgrabung von Robert Ludwig Mond in Theben und Armant. Diese Ausgrabungen wurde von der Universität Liverpool gesponsert. In den folgenden Jahren war Emery in der Hauptsache mit der Restaurierungen, Reinigung und der Konservierung von ca. 20 Gräbern in Scheich Abd-el Gurnah beschäftigt. Im Alter von 22 Jahren führte Emery eine Mannschaft von 400 Männern an, die mit der Freilegung und Restaurierung des Grabes von Ramose in Amarna beschäftigt war. Neben diesen Arbeiten fertigte er auch Zeichnungen des Grabes für eine Veröffentlichung von Theodore M. Davis an.
Die Begräbnisstätte der heiligen Tiere des Gottes Month grub Emery in der Grabungssaison 1925/26 aus. Das Bucheion (oder Bucheum, altägyptisch Bech), wie die Begräbnisstätte genannt wird, wurde von 1350 v. Chr. bis 305 n. Chr. genutzt.
In den Jahren 1927/28 arbeitete Emery weiterhin für Robert Mond in Luxor und Armant. Während dieser Zeit entdeckte er auch die Buchis Bull Katakomben und auch die erste Totenstadt für Tiere.
1928 heiratete er Maria Magdalene („Molly“), die ihm bei seinen Ausgrabungen in Nubien als Assistentin gedient hatte. In den folgenden sechs Jahren arbeiteten Walter und Molly Emery intensiv an der Vermessung von Nubien. Sie unternahmen den Versuch, nach dem Wiederaufbau des Assuan-Staudamms, die Anlagen und Monumente zu retten und wiederherzustellen. In dieser Zeit forschten er und seine Frau auch intensiv an den Gräberfeldern von Ballana und Qustul. Hier war es auch, wo er Grabhügel mit hölzernen Truhen, Möbel und Silberstücke fand, welche alle nach dem Fall von Meroe entstanden sind. Auch Überreste von geopferten Dienern und Ehefrauen, die ebenfalls in den Hügeln begraben waren, wurden dabei gefunden.
1929 bis 1935 arbeitete Emery zusammen mit seinem Assistenten L.P. Kirwan daran, die nubische Festung Quban zu untersuchen und hunderte von Gräbern, Häusern und einige Siedlungen freizulegen. Hier entwickelte Emery auch seine Methode Lehmbauten zu analysieren. In dieser Zeit hat er auch mit seinem Team die Grabhügel von Qustul und Ballana untersucht und freigelegt. Dabei gewann er viele Erkenntnisse über die Zeit der X-Gruppe im Gebiet Nobatia. 1931–1934 war er für das Museum von Kairo Grabungsleiter in Sakkara und trat damit die Nachfolge von Cecil Mallaby Firth an.
1935 bis 1939 schloss sich daran die Freilegung von altertümlichen Friedhöfen in Sakkara an. Er begann mit dem Grab FS3035, das schon teilweise von Cecil Mallaby Firth freigelegt worden war und entdeckte, dass dieses Grab 45, statt des typischen einen Magazins hatte. Zwischen 1937 und 1939 grub Emery noch viele Gräber erstmals oder erneut aus. Im Herbst 1938 fand er das Grab S3357, das als das älteste Grab in Sakkara bekannt ist. Es stammt noch aus der Zeit des Pharao Aha. In dem in 27 Magazinräumen unterteilten Grab fanden sie Krüge mit Wein, Speisen usw. In der Nähe fand man auch Überreste eines Holzschiffes, das, wie die Barken bei den Pyramiden, wohl zum Übersetzen ins Jenseits dienen sollte. Der letzte große Fund Emerys vor dem Zweiten Weltkrieg war das Grab S3471, das große Mengen an Kupfer enthielt.
Während des Krieges diente er in der 8th Army in der westlichen Wüste. Am Ende des Krieges war er „Director of Military Intelligence“. In der ersten Zeit nach dem Krieg gab es keine Arbeit für Ägyptologen und so wurde Emery zuerst Attaché an der britischen Botschaft in Kairo (1947–1950) und später erster Sekretär (1950/51). Seine Arbeit als Archäologe konnte er erst mit der Stelle als Professor an der Universität London wieder aufnehmen.

## Nach dem Zweiten Weltkrieg
1952 wurde er Grabungsleiter der Egypt Exploration Society (EES) und 1953 begannen erneut Grabungen in Sakkara. In dieser Zeit legete er Grab S3503 frei, das 1946 entdeckt worden war und fand noch vier weitere Gräber: S3504, S3505, S3506 und S3507. S3507 war die letzte Mastaba der 1. Dynastie, die auf den östlichen Ausläufern des Plateaus nördlich von Sakkara freigelegt wurde. In den letzten sieben Jahren seines Lebens arbeitete Emery auf der anderen Seite des Plateaus.
Unglücklicherweise sind die Daten zu den „kleineren Gräbern“ der 1. bis 3. Dynastie, an denen Emery in den Jahren 1933 bis 1939 und 1945 bis 1947 gearbeitet hatte, nie veröffentlicht worden Von 1956 bis 1964 war er in Nubien mit der Bergung der Anlagen und Monumenten befasst, die durch den Bau des neuen Damms von Aswan bedroht waren. In diesen Jahren veröffentlichte er „Archaic Egypt“ (1961), „Egypt in Nubia“ (1965) und 1962 einen kurzen Bericht über das Grab 3477 der 2. Dynastie, in dem eine vollständige „Grabmahlzeit“ gefunden wurde.
Ab 1964 arbeitete er wieder in Sakkara, wo er einige Mastabas aus der 3. Dynastie auf dem westlichen Teil des nördlichen Plateau fand. Er entdeckte das Grab von Hetepka (Martin, 1979) und die Ibis-Galerien. In dieser Zeit kam ihm auch zum ersten Mal der Gedanke, dass es einen Zusammenhang zwischen der Nekropole der Tiere und den Mastaben der 3. Dynastie geben könnte. Vielleicht auch ein Hinweis, dass das Grab von Imhotep sehr nah sein könnte.
In der Grabungssaison 1968/69 legte er eine doppelte Mastaba aus der 3. Dynastie frei (S3518, Djoser). In diese Saison fiel auch einer vom Emerys bedeutendsten Funden: der „Mumien-Zoo“ in Sakkara. Er fand über vier Millionen mumifizierte Ibisse, 500.000 Falken, 500.000 Paviane und 20 Kühe. Aufgrund der Forschungsarbeit von Emery wird davon ausgegangen, dass sie auf dieselbe Art mumifiziert worden sind wie die Pharaonen.
1959 wurde er zum Mitglied der British Academy gewählt.
Ab Mitte der 60er Jahre verschlechterte sich Emerys Gesundheitszustand. Am 7. März 1971 verlor er bei der Morgenarbeit das Bewusstsein. Walter Bryan Emery starb vier Tage später, am 11. März 1971.

## Schriften (Auswahl)
- The royal tombs of Ballana and Qustul. 2 Bände, Government Press, Kairo 1938.
- The Tomb of Hemaka (= Excavations at Saqqara). Government Press, Kairo 1938.
- Hor-Aha. Excavations at Saqqara 1937–1938 (Publications du Service des Antiquités de l'Égypte). Government Press, Kairo 1939.
- Nubian treasure. An account of the discoveries at Ballana and Qustul. Methuen, London 1948.
- Great tombs of the First Dynasty (= Excavations at Saqqara). Band 1, Government Press, Kairo 1949. Bände 2–3 (= Memoir of the Egypt Exploration Society. Bände´46/47). Egypt Exploration Society, London 1954/1958.
- Archaic Egypt. Penguin Books, Harmondsworth (Middlesex) 1961.
  - deutsche Übersetzung: Ägypten. Geschichte und Kultur der Frühzeit 3200–2800 v. Chr. Goldmann, München 1964.
- Egypt in Nubia. Hutchinson, London 1965.